# Bernard Pêcheur
Pour les articles homonymes, voir Pêcheur.
Bernard Pêcheur, né le 7 décembre 1950 à Fontainebleau, est un haut fonctionnaire français, membre du Conseil d'État.

## Biographie
Titulaire d’une maîtrise de droit public, diplômé de l’Institut d'études politiques de Paris, il est élève de l’École nationale d'administration (ENA) (promotion Guernica).
À sa sortie en 1976, il est affecté au ministère de l’Économie et des Finances puis au Conseil d'État en 1981 et 1982.
Il est conseiller technique de Laurent Fabius, Ministre délégué au Budget en 1982 et 1983, directeur adjoint de son cabinet de Ministre de l'Industrie et de la Recherche en 1983 et 1984 puis à nouveau son conseiller lorsqu’il est Premier ministre en 1984 et 1985.
Il est nommé maître des requêtes au Conseil d'État au tour extérieur en novembre 1985.
Il est conseiller social du Président de la République, François Mitterrand en 1988 et 1989.
Puis de janvier 1990 à décembre 1993, il est Directeur général de l’administration et de la fonction publique tout en étant, pendant la même période, président du comité de gestion publique de l’OCDE.
Il est rapporteur général de la Commission supérieure de la codification, de 1997 à 2000, puis secrétaire général du ministère de l’économie des finances et de l’industrie de 2000 à 2002.
En octobre 1998, il est chargé d’une mission de proposition sur l’archéologie préventive par Catherine Trautmann, ministre de la Culture et de la Communication.
De 1998 à 2010, il est également président du conseil d’administration de l’École nationale supérieure de la police,,, et de 1999 à 2009, président du conseil d’administration de l’Institut national d'études démographiques (INED),,.
En juillet 2001, il est chargé d’une mission sur une réforme des directions du ministère de l’économie des finances et de l’industrie.
Depuis juin 2004, il est Président de l’Association des membres et anciens membres du Conseil d'État.
Depuis 2005, il est membre de la Cour de discipline budgétaire et financière, et depuis décembre 2008, administrateur de la Caisse de la dette publique.
Il est également membre du comité ministériel de rémunération du ministère de la Justice et des Libertés et du Haut Comité d'évaluation de la condition militaire (membre suppléant dès 2010 puis président de 2014 à 2018).
Le 18 juillet 2012, il est nommé président de la section de l’administration du Conseil d'État. C’est la première fois qu’un Conseiller d’État nommé au tour extérieur est nommé président de section.
Le 13 mai 2013, dans le cadre de négociations Fonction publique sur les parcours professionnels, carrières et rémunérations, il est chargé d'une mission par le Premier ministre portant notamment sur « l'architecture des catégories statutaires, les dispositifs de rémunération et les modalités concrètes de gestion des agents publics ». Il rend son rapport à Marylise Lebranchu, ministre de la Fonction publique, le 5 novembre 2013.
Le 13 septembre 2019, Florence Parly, ministre des Armées, annonce sa nomination comme président du comité d'éthique de la défense, mis en place conformément aux recommandations des travaux du ministère sur l'intelligence artificielle.

## Publications
- Dans Pouvoirs, la revue française d’études constitutionnelles et politiques, no 117, avril 2006, La fonction publique : entre le «Big Bang» et le statu quo ? [21]
- Dans les Cahiers de la fonction publique et de l’administration, 
  - n° 280, juillet – août 2008, Un recrutement et une évolution de carrière déontologiques (interview)
  - n°258, juillet – août 2006, Les secrétariats généraux (collaboration au dossier)
  - n° 190, mai 2000, Les autorités administratives indépendantes (collaboration au dossier)
  - n° 180 et 181, juin 1999 et juillet – août 1999,  La modernisation des services publics (en 2 parties)
  - n° 179, mai 1999, Les cabinets « ministériels et des exécutifs locaux »
  - n° 170, juillet – août 1998, Fonction publique territoriale : le rapport Schwartz
- Dans le Courrier juridique des finances, mars 1998, Problèmes juridiques et pratiques de la codification (avec Guy Braibant)
- Dans ENA mensuel, avril 2002, Bercy, un nouveau pôle économique et financier dans l'est parisien
- Postface Histoire de la Fonction publique en France. (tome 3), Les XIXe et XXe siècles Nouvelle Librairie de France, 1993
- Rapport au Premier ministre sur la Fonction publique (29 octobre 2013), avec la collaboration de Pascal Trouilly, maître des requêtes au Conseil d'État, et Nicolas Labrune, auditeur au Conseil d'État.

## Distinctions
Bernard Pêcheur est Officier de la Légion d’honneur et Commandeur de l’Ordre national du Mérite.